# 마리오 몬티
마리오 몬티(이탈리아어: Mario Monti, 1943년 3월 19일 ~)는 이탈리아의 경제학자이자 정치인이다. 2011년부터 2013년까지 이탈리아의 총리를 지냈다.
이탈리아 북부 롬바르디아주 바레세에서 태어나 밀라노 보코니대학교(Bocconi University)에서 경제학을 전공한 뒤 미국 예일 대학교(Yale University)에서 노벨 경제학상 수상자인 제임스 토빈(James Tobin) 아래에서 공부하였다. 1995년부터 1999년까지 유럽 연합(EU) 집행위원, 1999년부터 2004년까지 유럽 연합 경쟁담당 집행위원을 역임하였다. 보코니대학교의 총장으로 재직하였으며 2011년 11월 8일에 이탈리아의 종신 상원의원으로 임명되었다. 같은 해 11월 13일에 이탈리아 대통령 조르조 나폴리타노는 경제 위기의 책임을 지고 사임한 총리 실비오 베를루스코니의 후임으로 마리오 몬티를 지명하였다.

## 같이 보기
- 이탈리아의 총리 목록